# Bessemer City
Bessemer City est une ville dans le comté de Gaston en Caroline du Nord. Sa population s'élevait à 5 340 habitants au recensement de 2010. La ville est située approximativement à 6 kilomètres au nord-ouest de Gastonia et à 40 kilomètres à l'ouest de Charlotte. Elle a été fondée en 1893.

## Démographie
| 1880 | 1900  | 1910  | 1920  | 1930  | 1940  |
| ---- | ----- | ----- | ----- | ----- | ----- |
| 68   | 1 100 | 1 529 | 2 176 | 3 739 | 3 567 |

| 1950  | 1960  | 1970  | 1980  | 1990  | 2000  |
| ----- | ----- | ----- | ----- | ----- | ----- |
| 3 961 | 4 017 | 4 991 | 4 787 | 4 698 | 5 119 |

| 2010  | - | - | - | - | - |
| ----- | - | - | - | - | - |
| 5 340 | - | - | - | - | - |